# Gayan
Gajan (occità) o Gayan és un municipi de França al departament dels Alts Pirineus (regió d'Occitània) que al 2022 comtava amb 267 habitants.

## Geografia
A 1 de gener de 2024 Gayan es catalogà com a municipi rural amb habitatges dispersos, segons la nova quadrícula de densitat municipal de set nivells definida per l'INSEE l'any 2022.Es troba fora d'una unitat urbana.  A més, el municipi forma part de l'àrea d'atracció de Tarbes, de la qual és un dels 153 termes municipals, es classifica en les àrees de De 50.000 a menys de 200.000 habitants.

### Ús del sòl
L'ús del sòl del municipi, tal com es desprèn de la base de dades biofísica europea d'usos del sòl CORINE Land Cover (CLC), està marcat per la importància dels territoris agraris (84,1% el 2018), una proporció idèntica a la del 1990 (84,1%). La distribució pormenoritzada l'any 2018 fou la següent: terres de conreu (66,8%), prats (17,3%), zones urbanitzades (15,9%).
L'IGN també ofereix una eina en línia que permet comparar l'evolució en el temps de l'ús del sòl al municipi (o territoris a diferents escales). Diversos períodes són accessibles en forma de mapes o fotografies aèries: la carte de Cassini (segle XVIII), la carte d'état-major (1820-1866) i el període actual (des del 1950 a l'actualitat).

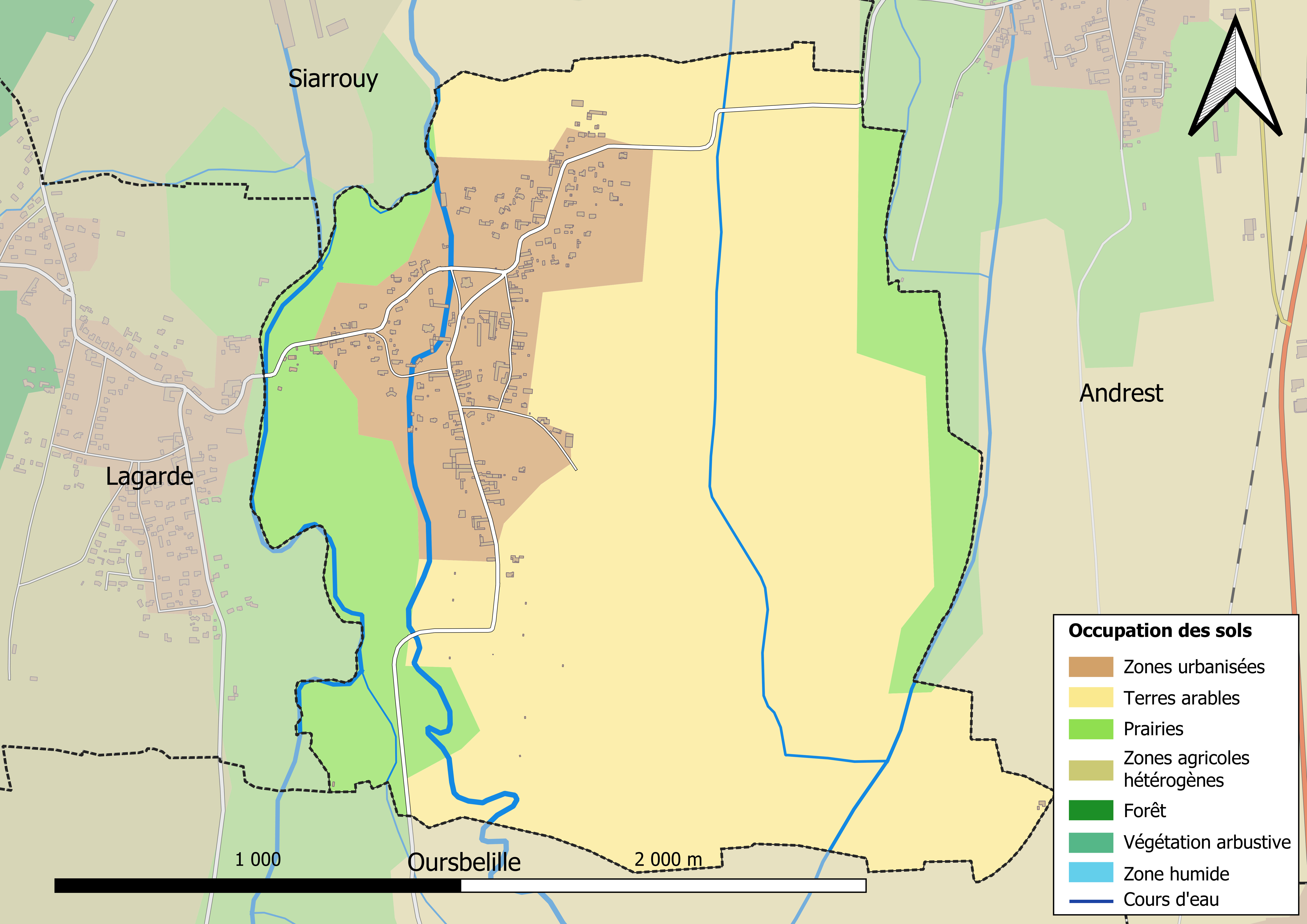
Mapa d'infraestructures i usos del sòl el 2018 (CLC) del municipi.
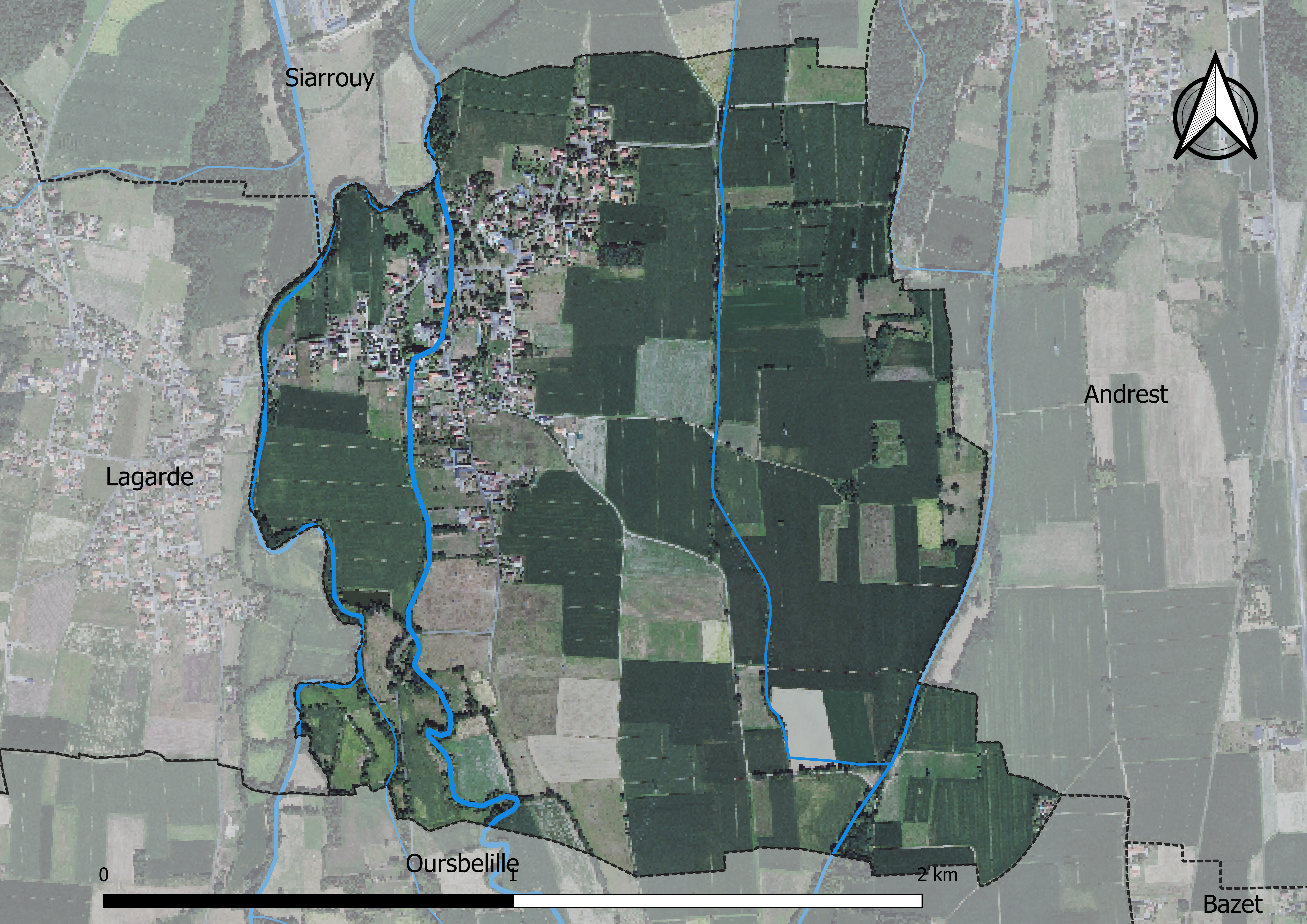
Mapa ortofotogramètric del terme municipal.

L'any 2012 es registraren al municipi 117 habitatges. D'aquests habitatges, el 83,6% eren habitatges principals, el 2,6% són segones residències i el 13,8% eren habitatges buits.

### Riscos naturals i antròpics
El territori del municipi de Gayan és vulnerable a diversos perills naturals: meteorologia (tempesta, tempestes elèctriques, neu, fred extrem, onades de calor o sequeres), inundacions, moviments de terra i terratrèmol (sisme moderat). També està exposat a un risc tecnològic, el transport de matèries perilloses. Hi ha un web publicat pel BRGM permet avaluar de manera senzilla i ràpida els riscos d'un immoble situat ja sigui per la seva adreça o pel seu número de parcel·la.

#### Riscos naturals
Es probable que determinades parts del territori municipal resultin afectats pel risc d'inundacions a causa del desbordament dels rius, en particular l'Échez, el Souy i el canal del Moulin. La cartografia de les zones inundables de l'antic Migdia-Pirineus realitzada en el marc de l'XI Contracte de Pla Estat-Regió, destinat a informar la ciutadania i els responsables de la presa de decisions sobre el risc d'inundació, és accessible al web de Direction régionale de l'Environnement, de l'Aménagement et du Logement (DREAL) Occitanie. El municipi va ser reconegut en estat de desastre natural degut als danys causats per inundacions i esllavissades de fang produïdes els anys 1982, 1999, 2009, 2014 i 2019.
Gayan corre risc d'incendi forestal. El 21 d'abril de 2020 es va aprovar per decret de la prefectura un pla departamental de protecció dels boscos contra els incendis per al període 2020-2029. L'anterior abastà el període 2007-2017. L'ús del foc es regeix per dues menes de normes. En primer lloc, el codi forestal i el decret de la prefectura de 27 d'octubre de 2014, que regulen l'ús del foc a 200 m dels espais naturals combustibles arreu del departament. Després, allò establert en el marc de la lluita contra la contaminació atmosfèrica, que prohibeix la crema de residus verds privats. Les cremes controlades estan regulades regulat en el marc de les commissions locales d’écobuage (CLE).

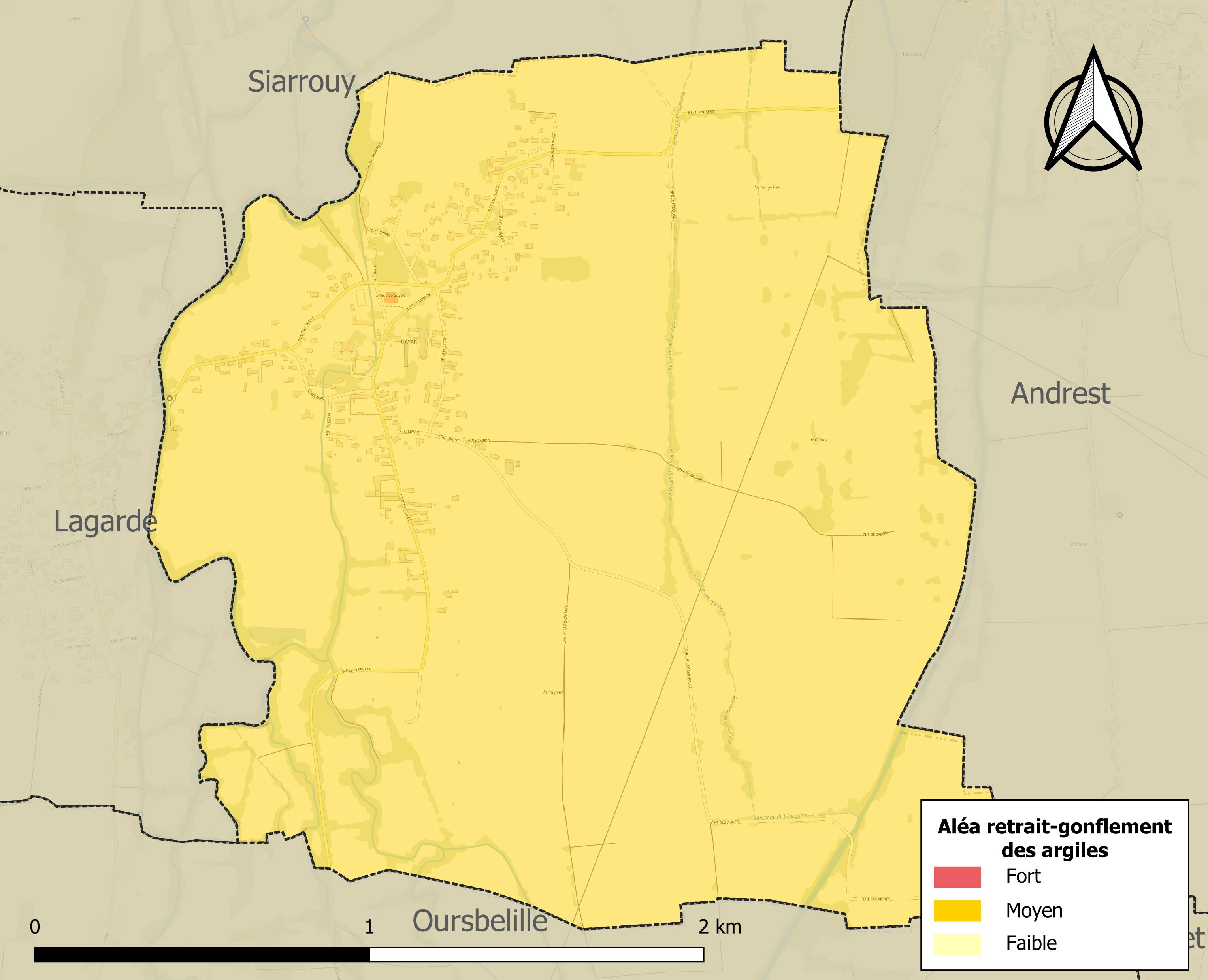
Mapa de zones perilloses de contracció i inflació dels sòls argilosos de Gayan.

Els moviments de terres susceptibles de produir-se al municipi són assentaments diferencials.
La contracció-inflació dels sòls argilosos és probable que provoqui danys importants als edificis en cas d'alternança de períodes de sequera i pluja. Tot el municipi es troba en risc mitjà o alt (44,5% a nivell departamental i 48,5% a nivell nacional). Dels 122 edificis comptabilitzats al municipi l'any 2019, tots es troben en perillositat mitjana o alta, enfront del 75% a nivell departamental i el 54% a nivell nacional. Hi ha disponible un mapa de l'exposició del territori nacional a la contracció i la inflació dels sòls argilosos al lloc web del Bureau de recherches géologiques et minières (BRGM).
A més, per entendre millor el risc d'enfonsament del terreny, l'inventari nacional de cavitats subterrànies permet localitzar les situades al municipi.
Pel que fa als corriments de terreny, el municipi va ser reconegut en estat de desastre natural pels danys causats pels moviments de terres l'any 1999.

#### Risc tecnològic
El risc de transport de materials perillosos a la població està lligat al seu pas per un gasoducte de transport d'hidrocarburs. Un accident que es produeixi en aquestes infraestructures és probable que tingui efectes greus sobre béns, persones o medi ambient, depenent de la naturalesa del material transportat. En conseqüència es poden recomanar disposicions urbanístiques.

### Demografia
| 1962                                       | 1968 | 1975 | 1982 | 1990 | 1999 | 2007 |
| ------------------------------------------ | ---- | ---- | ---- | ---- | ---- | ---- |
| 183                                        | 202  | 189  | 234  | 213  | 252  | 269  |
| Des de 1962: població sense dobles comptes |      |      |      |      |      |      |

## Administració
| Període | Identitat      | Partit |
| ------- | -------------- | ------ |
| 2008-   | Gérard Gallego |        |